# Castello di Copenaghen
Il castello di Copenaghen, (in danese: Københavns Slot) fu dal 1370 al 1731 un castello situato sull'isola di Slotsholmen a Copenaghen, sul sito ove oggi si trova il palazzo di Christiansborg. Il castello di Copenaghen venne costruito nella stessa posizione già occupata dal castello di Absalon, il quale era stato demolito dalla Lega anseatica nel 1369 a seguito di un accordo di pace con la Danimarca.
Il castello di Copenaghen passò sotto il potere dei re di Danimarca dal 1417 con Erik di Pomerania. Dalla metà del XV secolo in poi il castello servì come residenza principale del sovrano e centro del governo danese. Il castello venne ampliato e ricostruito più volte. Nel 1731, giudicato troppo piccolo per le ambizioni della monarchia danese, venne demolito e sostituito dal palazzo di Christiansborg.
Il castello corrispondeva all'attuale ala principale del palazzo di Christiansborg e le sue rovine, come quelle del castello di Absalon che lo precedette, sono state ritrovate all'inizio del Novecento e sono tuttora visitabili sotto l'edificio.

## Storia

### Il castello come fortificazione (1369–1536)

#### Gli avvenimenti

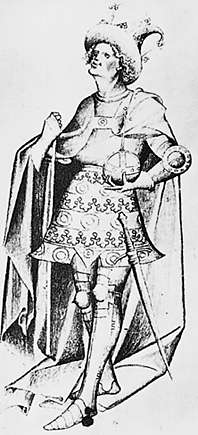
Eric di Pomerania in un ritratto del 1424

Nel 1369 il castello di Absalon era stato demolito dalla  Lega anseatica, ma in breve tempo il governo danese pensò di ricostruire nel medesimo sito una nuova fortificazione che portò poi il nome di castello di Copenaghen. Non si conosce ad oggi la data esatta dell'inizio dei lavori per la costruzione del nuovo castello, ma esso era già in atto nel 1387.
Nel 1343 re Valdemaro I di Danimarca aveva assunto la direzione del castello di Absalon per conto del governo, ma alla sua morte nel 1375 questo sarebbe dovuto tornare alla diocesi di Roskilde e per questo che non si è sicuri se il nuovo castello venne costruito dal sovrano o dal vescovo Niels Jacobsen Ulfeldt di Roskilde.
I vescovi di Roskilde mantennero la proprietà del castello sino al regno di Eric di Pomerania nel 1417 che fissò (dopo 200 anni di dispute) il possesso definitivo della fortificazione al monarca danes. L'acquisizione da parte di Eric di Pomerania della città di Copenaghen e del suo castello faceva parte della sua politica per rafforzare il controllo del commercio nel suo regno, il che comprendeva anche la costruzione del castello di Malmö.
In risposta alla politica di Eric di Pomerania la  Lega anseatica attaccò il castello ormai completamente terminato nel 1428, prontamente respinto dalle armate del sovrano che guidò la difesa dalle mura del castello stesso.
Il castello divenne quindi una residenza reale quando Cristoforo di Baviera si trasferì a  Copenaghen nel 1443, il quale accrebbe l'importanza del castello di Copenaghen, che gradualmente divenne la residenza preferita del sovrano.
Allo stesso tempo, il castello divenne il centro di controllo dell'impero danese dal momento che il re vi trasportò la sua amministrazione e la sua cancelleria dal XV secolo. Sotto Cristoforo di Baviera, infatti, iniziò la costituzione dell'archivio amministrativo del castello di Copenaghen che nel 1582 venne raccolto nella cappella del castello di Copenaghen.
L'importanza del castello crebbe sempre più visto che nel 1445 venne prescelto per il matrimonio tra Cristoforo di Baviera e Dorotea di Brandeburgo. 4 anni dopo il castello fu nuovamente teatro di un nuovo matrimonio tra Cristoforo e la sua seconda moglie Cristiana. Nel 1515, il castello era acquisì sempre maggior rilievo col matrimonio tra Cristiano II e Isabella d'Asburgo.
Durante la ribellione contro Cristiano II nel 1523 la città di Copenaghen parteggiò per il sovrano. Quando Cristiano II salpò alla volta dell'Olanda per raccogliere rinforzia lala sua casa, lasciò la gestione del castello ad un suo seguace, Henrik Gøye. Dopo un assedio durato da giugno a dicembre del 1523 lo zio di Cristiano II, il duca Federico, abbandonò l'impresa e consentì al nipote di assicurarsi castello e potere sul regno.
La pace per il castello  di Copenaghen, tuttavia, non durò a lungo. La città aprì le porte nel 1534 al conte Cristoforo di Oldenburg che prese residenza al castello di Cristiano II. Nel 1535, Cristiano III assediò la città e il castello, terminando l'assedio nel 1536 e riprendendo completamente il controllo del regno.

#### La prima costruzione del castello
Già al tempo di Eric di Pomerania il castello era stato esteso, pur rimanendo per lungo tempo entro il perimetro dei vecchi blocchi di granito che costituivano la cinta muraria ancora risalente al castello di Absalon e dotata di un fossato di epoca medievale.
Il castello si estendeva all'epoca in un'area di 50 metri di diametro ed in questo spazio il re viveva con la sua famiglia con la disponibilità di una serie di strutture accessorie come la sede della guardia di palazzo, una cappella e molto altro.
Fu proprio Eric di Pomerania ad aggiungere dei potenziamenti come gallerie, torri e scale per migliorare le comunicazioni e la difesa del castello stesso. Cristiano I costruì ed arredò la sala dei banchetti (in danese Dandsesalen), che venne però completata solo nel 1503. Anche Cristiano II si impegnò notevolmente sul castello, decorandolo ed ampliandolo, facendo costruire una nuova cappella per il castello, acquisendo per l'occasione una pala d'altare realizzata ad Anversa nel 1520, di stile tardo gotico. Questo quadro venne donato nel 1728 ai frati neri della chiesa di Viborg dove tutt'oggi si trova.

### Il castello come residenza del re (1536–1731)

#### La costruzione

##### L'espansione ad opera di Cristiano III (1552 – 58)
La prima estensione di maggior peso nel castello dopo la sua scelta come residenza reale, fu operata da Cristiano III nel 1550. Dopo l'assedio di Copenaghen del 1535-36, era chiaro che il castello risultasse ormai obsoleto come fortificazione e per di più esso era sempre più utilizzato come residenza reale che come vero e proprio avamposto militare e necessitava delle migliorie che lo avvicinassero più al gusto del palazzo che della caserma. Cristiano III ingrandì il castello costruendolo per la prima volta al di fuori dell'originario fossato medievale, aggiungendo edifici amministrativi, un ponte, un porto e costruzioni dedicate alla marina militare.

##### Cristiano IV ed il castello di Copenaghen

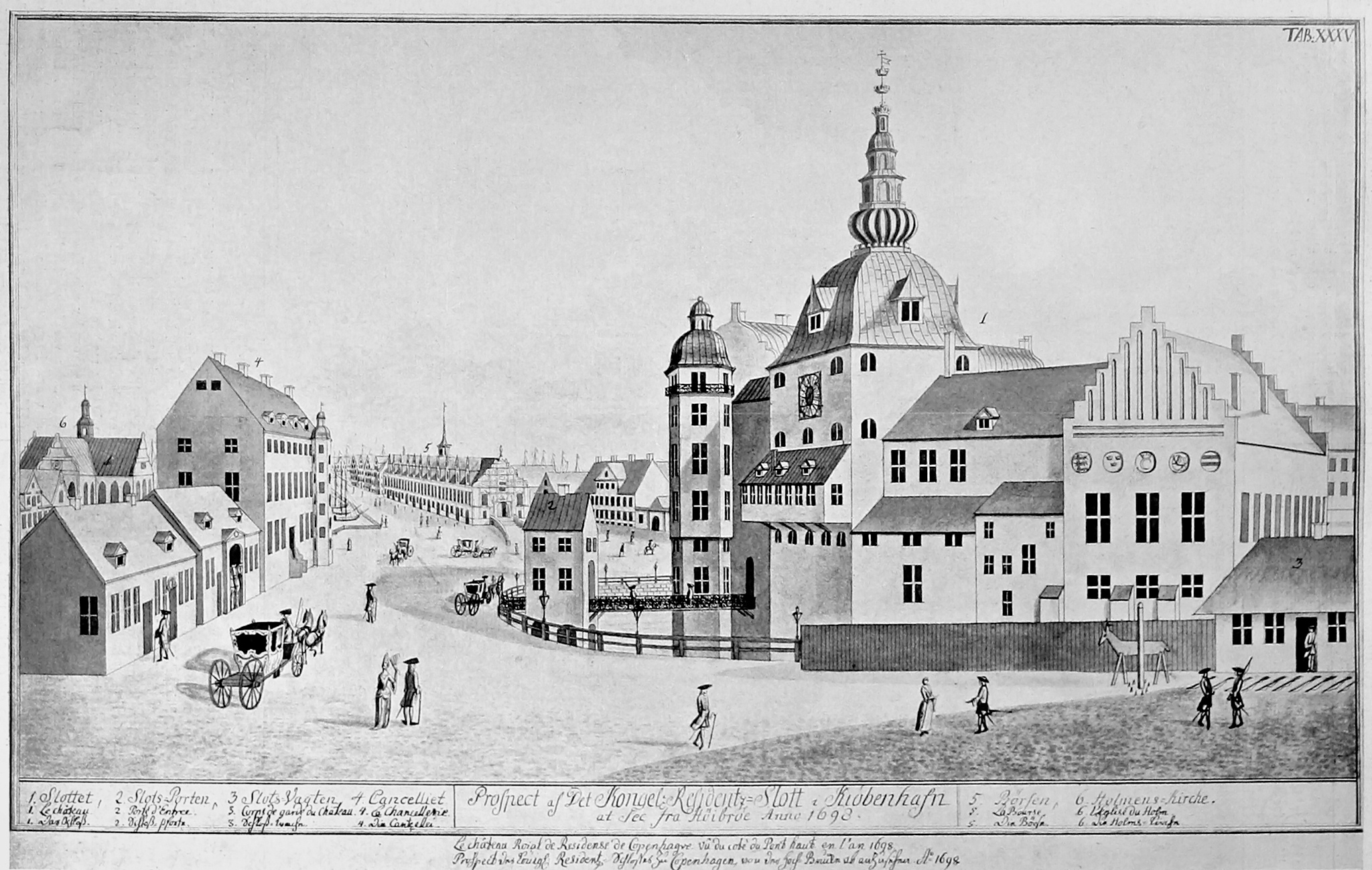
Il castello di Copenaghen in una litografia del 1698, all'epoca del regno di Cristiano IV

Quando Cristiano IV fu incoronato nel 1596, volle celebrare questo evento facendo aumentare le dimensioni della torre d'ingresso al castello, chiamata popolarmente la "torre blu" per il caratteristico colore delle tegole che la ricoprivano, ma che era invece nota soprattutto per essere un carcere per aristocratici dove tra l'altro venne imprigionata per 21 anni Leonora Cristina di Schleswig-Holstein, sorellastra di Federico III, accusata di cospirazione e tradimento. Il castello, durante questo periodo, non mutò particolarmente la sua struttura, eccezion fatta per alcune aree circostanti l'isola che vennero riempite di terra per ricavare nuovo spazio per futuri ampliamenti. Sotto il regno di Federico III vennero qui costruite al borsa valori, l'arsenale, le scuderie e la biblioteca reale.

##### I cambiamenti all'epoca di Federico IV (1720–29)

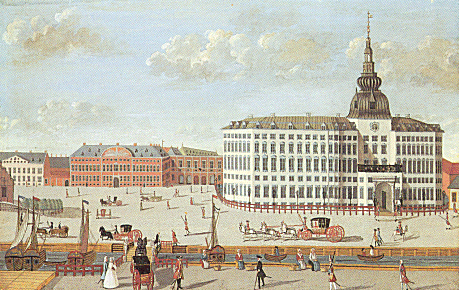
Il castello di Copenaghen come si presentava dopo le migliorie apportate da Federico IV

All'inizio del XVIII secolo il castello venne completamente rinnovato da Federico IV il quale era sempre più intenzionato a farne un palazzo principesco, secondo il gusto moderno. Il fossato venne quindi riempito e venne pianificata la modifica della pianta del castello, non più spigolosa ed irregolare, ma ingentilita da una più razionale facciata regolare e di stile barocco. Le ali laterali vennero portate all'altezza di cinque piani, mentre la "torre blu" venne attraversata da un cancello che immetteva nel cortile principale, servito da una portineria.
Il castello ricostruito fu completato nel 1728, ma da subito si resero evidenti alcuni problemi strutturali: coi nuovi ampliamenti il cortile principale era divenuto estremamente buio e nel contempo il castello si presentava così pesante che le parenti (che ancora poggiavano sulle antiche fondamenta medievali) iniziarono a cedere in più punti. Già il successore di Federico IV, Cristiano VI, decise dal 1730 di abbattere completamente la struttura per costruire un castello nuovo, vale a dire il primo Palazzo di Christiansborg.